# Cladura nigricauda
Cladura nigricauda là một loài ruồi trong họ Limoniidae. Chúng phân bố ở miền Tân bắc.